# Alloscirtetica vara
Alloscirtetica vara là một loài Hymenoptera trong họ Apidae. Loài này được Brèthes mô tả khoa học năm 1910.